# Roberto Cossa

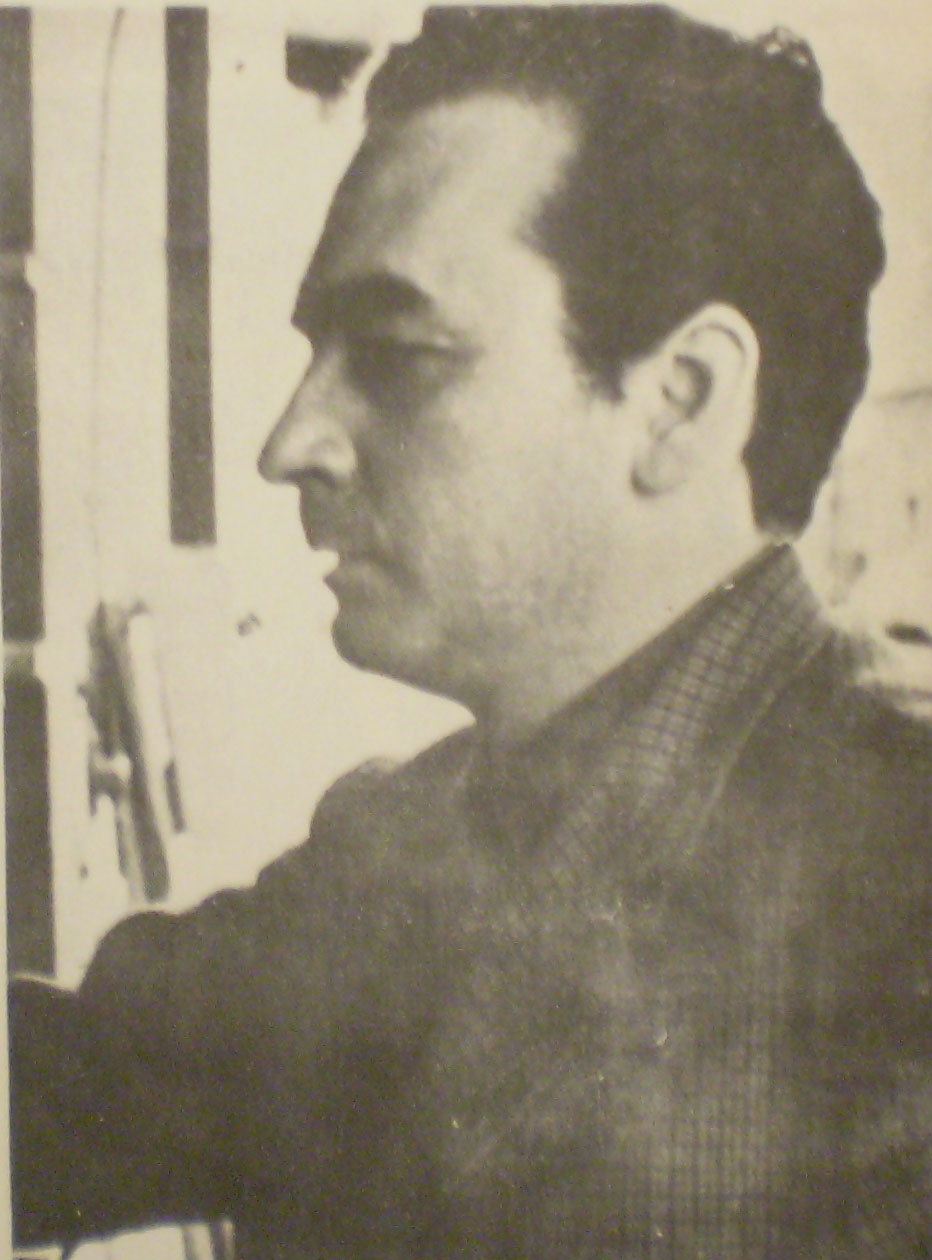
Roberto Cossa

Roberto Mario Cossa (* 30. November 1934 in Buenos Aires; † 6. Juni 2024), auch Tito Cossa genannt, war ein argentinischer Schriftsteller, Dramatiker und Journalist.

## Leben
Seine Theaterlaufbahn begann er als Schauspieler und Puppenspieler, bevor er begann, Stücke für Puppentheater und Drehbücher für Film und Fernsehen zu schreiben. Seine Theaterstücke wurden erfolgreich in ganz Lateinamerika aufgeführt und vielfach ausgezeichnet. Zunächst war Cossa einer der Vertreter des unabhängigen argentinischen Theaters und stand für eine Richtung, die auch als Nuevo Realismo oder Sozialrealismus bezeichnet wurde. 1981 war er auch Mitbegründer der daraus entstandenen Bewegung des Teatro Abierto.
Bekannt war er u. a. für das Drehbuch zu dem prämierten Film Tute Cabrera (1968) sowie für das auch in Europa und USA erfolgreich aufgeführte Theaterstück La Nona von 1976 (deutsch Oma frisst).
Cossa starb am 6. Juni 2024 im Alter von 89 Jahren.

## Werke
- Una mano para Pepito. 1960
- Nuestro fin de semana. 1962
- Los días de Julián Bisbel. 1965
- La ñata contra el libro. 1965
- La pata de la sota. 1966
- El avión negro. 1970 (als Co-Autor zusammen mit Germán Rozenmacher, Carlos Somigliana und Ricardo Talesnik)
- La Nona. 1976 (deutsch: La Nona - Oma frisst 1981)
- No hay que llorar. 1978
- El viejo criado. 1979
- Gris de ausencia. 1981
- Ya nadie recuerda a Fréderic Chopin. 1981
- Tute cabrera. 1981
- El tío loco. 1982
- El viento se los llevó. (als Co-Autor)
- De pies y manos. 1984
- Los compadritos. 1985
- Yepeto. 1986
- El Sur y después. 1986
- Angelito. 1990
- Viejos conocidos. 1994
- Los años difíciles. 1997